# هایاتو هاشیموتو
هایاتو هاشیموتو (انگلیسی: Hayato Hashimoto؛ زادهٔ ۱۵ سپتامبر ۱۹۸۱) بازیکن فوتبال اهل ژاپن است.
از باشگاه‌هایی که در آن بازی کرده‌است می‌توان به باشگاه فوتبال چونبوری اشاره کرد.